# Savabanaat
Het Savabanaat (Kroatisch: Savska banovina) was een provincie (banovina) van het Koninkrijk Joegoslavië tussen 1929 en 1939. De provincie omvatte een groot deel van het huidige Kroatië (historisch Kroatië en Slavonië. Het banaat werd genoemd naar de rivier de Sava. De hoofdstad van het Savabanaat was Zagreb.

## Geschiedenis
In 1939 ging het banaat samen met het Kustbanaat en vormde zo het nieuwe Kroatische Banaat.
In 1941, tijdens de Tweede Wereldoorlog, bezetten de asmogendheden het vroegere Primorska Banovina. Enkele gebieden werden door het fascistische Italië en Hongarije ingelijfd, de rest ging naar de Onafhankelijke Staat Kroatië. Na de oorlog werd het gebied toegewezen aan de Volksrepubliek Kroatië.